# Confrontos entre Fluminense e Boca Juniors no futebol
Fluminense e Boca Juniors são dois clubes que disputam jogos entre Brasil versus Argentina do futebol internacional.

## Introdução
Fluminense e Boca se confrontam desde 1956, mas os seguidos confrontos pela Copa Libertadores da América nas edições de 2008 e de 2012 resultaram no crescimento da rivalidade, que possui como característica fundamental a ocorrência de jogos extremamente disputados quando estas equipes se encontram.
O confronto mais importante entre os clubes ocorreu no dia 4 de novembro de 2023, quando Boca Juniors e Fluminense disputaram o título de campeão da Copa Libertadores da América de 2023, no Maracanã. Nesse dia, o tricolor carioca sagrou-se campeão do torneio continental em sua 64ª edição.

## História
O primeiro confronto foi válido pelas quartas de final da Copa do Atlântico e ocorreu em Buenos Aires. Nessa partida, o Boca venceu por 3 a 1 e desclassificou o Fluminense do torneio. A Copa do Atlântico foi a terceira competição sul-americana de clubes depois da Copa Aldao e do Campeonato Sul-Americano de Campeões de 1948.
Após essa partida, os dois clubes só voltariam a se encontrar em jogos válidos pela Copa Libertadores da América, que ocorreram nas semifinais de 2008, fase de grupos, quartas de final de 2012 e na grande final de 2023.

### Semifinal da Copa Libertadores da América de 2008
Na Copa Libertadores da América de 2008, Flu e Boca duelaram para decidir qual clube avançaria para a final do torneio continental. No jogo de ida, no El Cilindro, o confronto terminou empatado em 2 a 2, com gols de Thiago Silva e Thiago Neves para o tricolor e gols de Riquelme para a equipe Xeneize.
Em um jogo eletrizante e muito disputado no Maracanã, o Fluminense eliminou o Boca Juniors ao vencer a partida de volta por 3 a 1 perante 84.632 torcedores (que inclusive é o maior público desse confronto). O Boca chegou a abrir o placar com Martín Palermo, mas Washington empatou a partida e Darío Conca (que integrou as divisões de base do River Plate, arquirrival do Boca) virou para o tricolor. No final do jogo, Dodô ainda marcou o terceiro gol do Flu, sacramentando a classificação do tricolor das Laranjeiras para a sua primeira final de Copa Libertadores. Vale ressaltar que, com essa vitória, o Fluminense eliminou o atual campeão continental da época, uma vez que o time argentino havia vencido a Copa Libertadores da América de 2007.

### Fase de grupos da Copa Libertadores da América de 2012
Anos mais tarde, os dois times se encontraram no Grupo 4 da fase de grupos da Copa Libertadores da América de 2012. Pela 2ª rodada da fase de grupos, o Fluminense venceu a equipe Azul y Oro por 2 a 1 na La Bombonera, quebrando uma invencibilidade de 36 jogos do clube portenho em seu estádio perante 35.592 pagantes (dentre eles cerca de 4.000 tricolores). Fred e Deco marcaram para o tricolor, enquanto que Somoza marcou para o Boca.
Já pela 5ª rodada, o Boca Juniors venceu a equipe tricolor no Engenhão pelo placar de 2 a 0. O time argentino marcou seus gols com Darío Cvitanich e Sánchez Miño.

### Quartas de final da Copa Libertadores da América de 2012
Após Fluminense e Boca Juniors se classificarem no Grupo 4 em 1º e em 2º lugar, respectivamente, os dois clubes duelaram nas quartas de final. O Boca venceu a primeira partida por 1 a 0, na La Bombonera, com uma arbitragem contestada até mesmo pela imprensa argentina. O único gol da partida foi marcado por Mouche.
No jogo de volta, no Engenhão, o Boca se classificou para as semifinais após empatar em 1 a 1 com um gol marcado por Santiago Silva, aos 45 minutos do segundo tempo. O gol tricolor havia sido marcado ainda na primeira etapa em cobrança de falta de Thiago Carleto.

### Final da Copa Libertadores da América de 2023

Cartaz promocional da final da Copa Libertadores da América de 2023.

Após se enfrentarem na semifinal da Copa Libertadores da América de 2008, na fase de grupos e também nas quartas de final da Copa Libertadores da América de 2012, Fluminense e Boca Juniors decidiram a taça mais cobiçada do continente na final da Copa Libertadores da América de 2023. A grande final foi a 16ª decisão de Copa Libertadores entre um time brasileiro e um time argentino, na qual o Fluminense conquistou o título inédito.
Na 64ª edição da Copa Libertadores, os dois times foram líderes em seus grupos e eliminaram fortes candidatos ao título. Ao longo dessa edição, o Fluminense teve como característica principal a posse de bola. O Boca, por sua vez, teve dificuldades de impor sua maneira de jogar durante o torneio. Entretanto, o time argentino se mostrou extremamente eficiente em cobranças de pênaltis, uma vez que venceu todas as disputas por penalidades máximas que participou durante a fase mata-mata.
A partida decisiva reuniu jogadores de prestígio internacional, tais como Marcelo, Cavani, Felipe Melo, Sérgio Romero, Ganso, Advíncula e Fabra. Além disso, outros destaques como Germán Cano, Fábio, Barco, Darío Benedetto, André, Nino, Jhon Arias e John Kennedy também estiveram presentes na grande decisão.
A final da Copa Libertadores da América de 2023 teve arbitragem colombiana, tendo o experiente árbitro Wilmar Roldán como responsável por conduzir a partida. Jogando com seus uniformes tradicionais, Boca Juniors e Fluminense contaram com a presença de 69.233 pessoas no Maracanã, sendo esse o maior público já registrado em uma final única da Copa Libertadores da América até então.
O início da decisão foi marcado pelas tentativas do Fluminense em controlar a posse de bola, enquanto que o time do Boca Juniors esperava pelo erro tricolor para chegar ao gol de Fábio. Aos 36 minutos de jogo, após uma tabela entre Keno e Jhon Arias próxima à linha lateral, o camisa 11 tricolor rolou a bola para Germán Cano que, dentro da grande área, chutou de primeira e abriu o placar para o tricolor carioca. O primeiro tempo terminou aos 47 minutos com o placar de 1 a 0 para o Fluminense.
Já no segundo tempo, a partida mudou de configuração. O Boca Juniors foi mais incisivo e buscou impor seu ritmo de jogo para empatar a decisão e o Fluminense adotou uma postura mais cautelosa e reativa, obtendo uma menor posse de bola em relação à primeira etapa. Após várias tentativas da equipe argentina, Luis Advíncula finalizou na entrada da grande área e empatou a partida aos 27 minutos. Com o gol da equipe Azul y Oro, o Fluminense buscou se reorganizar na partida e voltou a impor seu ritmo. Aos 48 minutos do segundo tempo, o lateral Diogo Barbosa ainda teve a chance de desempatar a decisão, mas acabou finalizando para fora. Terminava assim o tempo regulamentar da grande final.

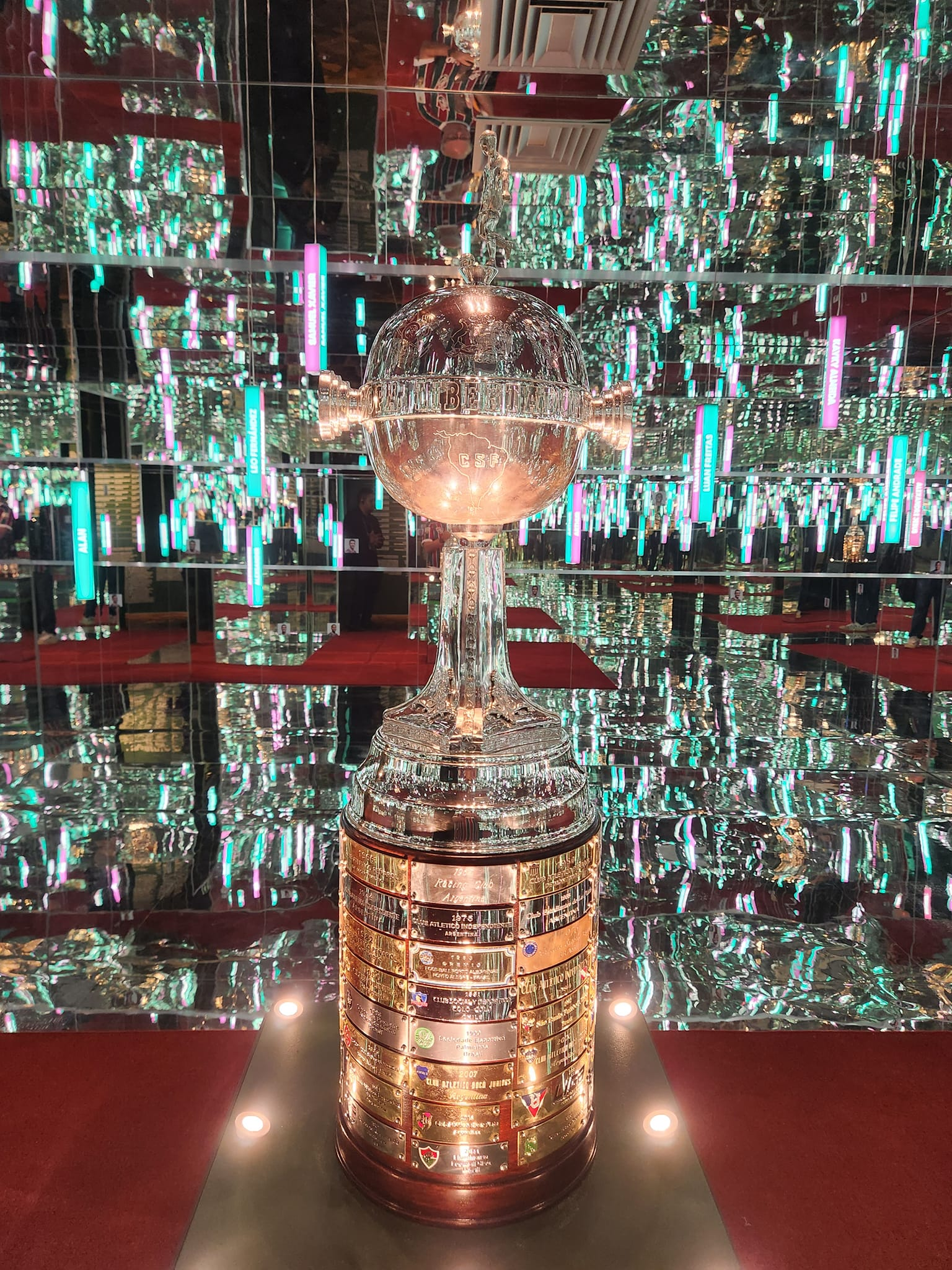
Troféu da Copa Libertadores de 2023, que foi conquistado pelo Fluminense na final contra o Boca Juniors.

No primeiro tempo da prorrogação, o Fluminense passou a arriscar mais a fim de evitar a disputa de pênaltis, que para o Boca Juniors seria o cenário ideal. Aos 8 minutos da prorrogação, Keno recebeu de Diogo Barbosa um passe pelo alto e ajeitou para John Kennedy, que finalizou forte para estufar as redes do gol de Sérgio Romero. O Fluminense estava mais uma vez vencendo a partida. Após comemorar com a torcida, Kennedy, o herói do título, recebeu o segundo cartão amarelo e foi expulso de campo. Antes do término dos primeiros 15 minutos da prorrogação, Frank Fabra também foi expulso (por ter desferido um tapa no rosto do zagueiro Nino) e a partida passou a ter 10 jogadores de cada equipe.
No segundo tempo da prorrogação, o Boca partiu para o tudo ou nada e, com o passar do tempo, adotou uma postura mais agressiva no campo de ataque. A equipe argentina contou com finalizações de Darío Benedetto e com inúmeras bolas alçadas na área para buscar o gol que levaria a partida para a decisão por pênaltis. Por um erro no campo de ataque, o Boca quase levou o terceiro gol, mas Guga carimbou a trave direita do gol argentino, aos 9 minutos da segunda etapa. Já nos acréscimos, Vicente Taborda, no desespero, lançou a bola para dentro da área tricolor, mas Fábio tirou de soco e Lima chutou a bola para longe. Foi o último lance da partida. A última tentativa Xeneize. Após Lima afastar o perigo, Roldán foi buscar a bola na linha lateral e decretou o fim da decisão. O Fluminense, pela primeira vez na história, conquistava a Copa Libertadores da América ao vencer o Boca Juniors por 2 a 1.

## Rivalidade sem fronteiras
Além do histórico de jogos decisivos e eletrizantes entre a equipe brasileira e a equipe argentina, alguns outros fatores são capazes de explicar a forte rivalidade entre Fluminense e Boca Juniors, como por exemplo:
a) As cores do tricolor carioca são muito parecidas com as cores que o Vélez Sarsfield - rival histórico do Boca - tanto se identifica (por conta da influência italiana durante a fundação do El Fortín). Por esse motivo, torcedores de Flu e Vélez, principalmente por intermédio da Torcida Organizada Young Flu e da barra brava La Pandilla de Liniers, resolveram dar início à união entre as torcidas ainda nos anos 2000, para que o Flu e sua torcida tenham aliados na Argentina e para que o Vélez e sua torcida tenham aliados no Brasil. Isso facilita, sobretudo, a logística para jogos das equipes na condição de visitante nesses países. Além disso, os clubes possuem uma relação institucional bem consolidada, o que fortalece ainda mais os laços entre as torcidas.
b) Pelo fato das cores azul e amarelo já terem sido as cores do Flamengo, que é o maior rival do Fluminense, os flamenguistas e os xeneizes passaram a estabelecer amizade, principalmente nos momentos em que Flu e Boca duelavam nas Copa Libertadores de 2008 e de 2012. Além disso, em 2010 o Flamengo chegou a lançar um uniforme com essas cores, o que reforçou ainda mais a amizade e a cooperação entre torcedores de Flamengo e Boca.
Dessa forma, o duelo Fluminense x Boca Juniors incorpora, de uma só vez, o peso e a história do clássico Fla-Flu e a tradição do clássico Boca Juniors x Vélez Sarsfield.

## Jogadores que atuaram nos dois clubes
Poucos jogadores chegaram a atuar com as camisas de Fluminense e Boca Juniors. Dois jogadores que defenderam tanto o Flu quanto o Boca são o centroavante uruguaio Javier Ambrois e o meia argentino Guido Baztarrica, ambos com curtas passagens pelo tricolor das Laranjeiras. Outros jogadores que vestiram a camisa tricolor e também a camisa azul e amarela são os seguintes: o uruguaio Alejandro Morales e o argentino Vicente Cusatti. No século XXI, alguns jogadores que atuaram nas duas equipes foram o zagueiro Luiz Alberto, o lateral-esquerdo Fabián Monzón e o meia Equi González.
Luiz Alberto chegou no Fluminense em 2007, e logo na sua primeira temporada foi campeão da Copa do Brasil. Além disso, o zagueiro foi o capitão da equipe durante a Libertadores de 2008, na qual o clube foi vice-campeão. No ano de 2010, Luiz Alberto foi atuar na defesa do Boca Juniors, onde não se integrou muito bem com a equipe.
Fabián Monzón, por sua vez, teve poucas oportunidades pelo Fluminense. O lateral foi emprestado pelo Lyon em 2013 e não se firmou no clube, o que resultou numa curta passagem do jogador pelo tricolor. Monzón foi o autor do gol do título do Boca no Campeonato Argentino de 2015, quando a equipe xeneize venceu o Tigre por 1 a 0.
Equi González foi para o Boca Juniors em 2002 depois de uma passagem discreta na Fiorentina. Apesar de ter feito parte do elenco campeão da Copa Libertadores de 2003, o meia jogou poucas vezes pelo Boca e saiu do clube no ano seguinte. Após boas atuações no Rosário Central e também no Panathinaikos, González chegou no Fluminense em 2009 e integrou o elenco campeão do Campeonato Brasileiro de 2010, sendo reserva no time de Muricy Ramalho.
Vale lembrar que um dos maiores ídolos do Boca Juniors esteve no radar do Fluminense e quase jogou pelo tricolor. No início de 2013, o Fluminense demonstrou interesse em Juan Román Riquelme, o lendário camisa 10 do clube xeneize. O desejo do tricolor carioca era contar com o craque argentino para a disputa da Copa Libertadores daquele ano. Entretanto, as negociações não avançaram e Riquelme permaneceu no Boca até 2014. 

## Todos os confrontos
Fluminense e Boca Juniors disputaram 7 partidas em 5 estádios de 3 cidades diferentes, duas argentinas (Avellaneda e Buenos Aires) e uma brasileira (Rio de Janeiro), com público total de 308 034 espectadores no somatório dos jogos (média de 44 005 torcedores por partida).
| Lista de Jogos         |                   |               |        |                |                  |                |         |
| Data                   | Competição        | Time mandante | Placar | Time visitante | Estádio          | Cidade         | Público |
| 1 de julho de 1956     | Copa do Atlântico | Boca Juniors  | 3 – 1  | Fluminense     | Viejo Gasómetro  | Buenos Aires   | 40 000  |
| 28 de maio de 2008     | Copa Libertadores | Boca Juniors  | 2 – 2  | Fluminense     | Presidente Perón | Avellaneda     | 37 952  |
| 4 de junho de 2008     | Copa Libertadores | Fluminense    | 3 – 1  | Boca Juniors   | Maracanã         | Rio de Janeiro | 84 632  |
| 7 de março de 2012     | Copa Libertadores | Boca Juniors  | 1 – 2  | Fluminense     | La Bombonera     | Buenos Aires   | 35 592  |
| 11 de abril de 2012    | Copa Libertadores | Fluminense    | 0 – 2  | Boca Juniors   | Engenhão         | Rio de Janeiro | 36 262  |
| 17 de maio de 2012     | Copa Libertadores | Boca Juniors  | 1 – 0  | Fluminense     | La Bombonera     | Buenos Aires   | 37 320  |
| 23 de maio de 2012     | Copa Libertadores | Fluminense    | 1 – 1  | Boca Juniors   | Engenhão         | Rio de Janeiro | 36 276  |
| 4 de novembro de 2023* | Copa Libertadores | Boca Juniors  | 1 – 2  | Fluminense     | Maracanã         | Rio de Janeiro | 69 232  |

*O jogo do dia 4 de novembro de 2023 corresponde à grande final da 64ª Copa Libertadores da América, sendo realizada em uma única partida num estádio neutro escolhido antecipadamente pela CONMEBOL. Em março de 2023, o Maracanã foi o estádio selecionado. O Boca Juniors é considerado a equipe mandante por ordem dos critérios vigentes na Copa Libertadores da América de 2023.